# Theodor Baillet de Latour
Theodor hrabě Baillet de Latour (15. června 1780, Linec, Habsburská monarchie – 6. října 1848, Vídeň, Rakouské císařství) byl rakouský důstojník, politik a ministr války.

## Život
Pocházel ze staré belgické šlechtické rodiny. Jeho otec byl polní maršál, vrchní polní zbrojmistr a dvorský vojenský rada Maximilian Baillet von Latour. Vystudoval vojenskou akademii ve Vídni.
Vyznamenal se v německé kampani za napoleonských válek. Roku 1805 získal hodnost majora, v roce 1814 hodnost generálmajora, roku 1846 hodnost vrchního polního zbrojmistra. Za své činy byl v roce 1812 jmenován rytířem vojenského řádu Marie Terezie. Zasloužil se při svém působení u Lipska a při dobytí Sensu v roce 1814. Po válce působil krátce v Paříži. Působil jako velitel brigády v Linci, Olomouci a Praze.
V roce 1816 se oženil se Sophií Bourcierovou. Měl syna a dceru, jeho vnuk byl rakouský právník Vincenz Baillet de Latour.
Od dubna 1848 působil ve funkci ministra války v tehdejší rakouské konstituční vládě. S cílem podpořit přesun vojsk chorvatského šlechtice a rakouského generála Josipa Jelačiće se mu rozhodl poslat na pomoc vídeňský batalión, který by tak měl bojovat proti bouřícím se Uhrům. Vzbouřenecká část vídeňského obyvatelstva se tomu pokoušela zabránit a vzala útokem říšské ministerstvo války na náměstí Am Hof. Při té příležitosti byl Latour lynčován a jeho tělo bylo následně pověšeno na pouliční lampu na náměstí.